# Olympische Sommerspiele 2020/Teilnehmer (Burundi)
| Gelbes Symbol für Goldmedaillen mit stilisierten Olympischen Ringen | Graues Symbol für Silbermedaillen mit stilisierten Olympischen Ringen | Braundes Symbol für Bronzemedaillen mit stilisierten Olympischen Ringen |
| ------------------------------------------------------------------- | --------------------------------------------------------------------- | ----------------------------------------------------------------------- |
| —                                                                   | —                                                                     | —                                                                       |

Burundi nahm an den Olympischen Spielen 2020 in Tokio mit sechs Sportlern in drei Sportarten teil. Es war die insgesamt siebte Teilnahme an Olympischen Sommerspielen.

## Teilnehmer nach Sportarten

### Boxen
| Athleten            | Wettbewerb               | 1. Runde | 1. Runde | 2. Runde       | 2. Runde | Viertelfinale | Viertelfinale | Halbfinale    | Halbfinale    | Finale        | Finale        | Rang |
| Athleten            | Wettbewerb               | Gegner   | Ergebnis | Gegner         | Ergebnis | Gegner        | Ergebnis      | Gegner        | Ergebnis      | Gegner        | Ergebnis      | Rang |
| ------------------- | ------------------------ | -------- | -------- | -------------- | -------- | ------------- | ------------- | ------------- | ------------- | ------------- | ------------- | ---- |
| Frauen              |                          |          |          |                |          |               |               |               |               |               |               |      |
| Ornella Havyarimana | Fliegengewicht bis 51 kg | —        | —        | N. Radovanović | 0:5      | ausgeschieden | ausgeschieden | ausgeschieden | ausgeschieden | ausgeschieden | ausgeschieden | 9    |

### Leichtathletik
Laufen und Gehen 
| Athleten           | Wettbewerb | Runde 1     | Runde 1 | Halbfinale    | Halbfinale    | Finale        | Finale        | Rang          |
| Athleten           | Wettbewerb | Zeit        | Rang    | Zeit          | Rang          | Zeit          | Rang          | Rang          |
| ------------------ | ---------- | ----------- | ------- | ------------- | ------------- | ------------- | ------------- | ------------- |
| Frauen             |            |             |         |               |               |               |               |               |
| Francine Niyonsaba | 5000 m     | DSQ         | DSQ     | —             | —             | ausgeschieden | ausgeschieden | ausgeschieden |
| Francine Niyonsaba | 10.000 m   | —           | —       | —             | —             | 30:41,93 min  | 5             | 5             |
| Männer             |            |             |         |               |               |               |               |               |
| Éric Nzikwinkunda  | 800 m      | 1:47,97 min | 6       | ausgeschieden | ausgeschieden | ausgeschieden | ausgeschieden | ausgeschieden |
| Olivier Irabaruta  | Marathon   | —           | —       | —             | —             | 2:17:44 h     | 39            | 39            |

### Schwimmen
| Athleten            | Wettbewerb     | Vorlauf | Vorlauf | Halbfinale    | Halbfinale    | Finale        | Finale        | Rang |
| Athleten            | Wettbewerb     | Zeit    | Rang    | Zeit          | Rang          | Zeit          | Rang          | Rang |
| ------------------- | -------------- | ------- | ------- | ------------- | ------------- | ------------- | ------------- | ---- |
| Frauen              |                |         |         |               |               |               |               |      |
| Odrina Kaze         | 50 m Freistil  | 33,39 s | 79      | ausgeschieden | ausgeschieden | ausgeschieden | ausgeschieden | 79   |
| Männer              |                |         |         |               |               |               |               |      |
| Belly-Crésus Ganira | 100 m Freistil | 54,33 s | 64      | ausgeschieden | ausgeschieden | ausgeschieden | ausgeschieden | 64   |